# Spondylomoraceae
Spondylomoraceae, porodica zelenih algi u redu Chlamydomonadales. Postoji desetak priznatih vrsta (17) unutar 4 roda. Ime je došlo po rodu Spondylomorum.

## Rodovi
1. Chlorcorona Fott, 1
2. Pascherina P.C.Silva, 1
3. Pyrobotrys W.M.Arnoldi, 13
4. Spondylomorum Ehrenberg, 2

## Vanjske poveznice
|  | Zajednički poslužitelj ima još gradiva o temi Spondylomoraceae |
|  | Wikivrste imaju podatke o taksonu Spondylomoraceae             |